# 青少年軍
青少年軍（せいしょうねんぐん、ロシア語: Юнармия、ユナルミヤ）は、ロシア国防省の青少年組織。Юн（ユン）は若さや青少年期を表す語根で、英語ではyoungやyouthに相当し、Армия（アルミヤ）はarmyで軍隊の意味である。

## 概要
8歳から18歳の少年・少女20万人以上が参加しており、愛国心、国家奉仕、国家と軍の歴史、過去の軍事作戦やキャンペーン、その軍隊の戦没者への追悼の価値を浸透させ、人口増加に伴う国の発展に寄与することを使命としている。
現代の青少年軍は、2015年10月29日にロシアのウラジーミル・プーチン大統領がセルゲイ・ショイグ国防大臣の要請で出した大統領令によって正式に設立された。 若い世代の教育分野における国家政策の改善、子供や若者の人格の調和的発展、道徳観や指針の形成、軍事や愛国的テーマの教育にとって好ましい環境の創造を目的としている。
青少年軍はロシア教育・科学省の管轄下にある広汎なロシア青年・学生運動の軍事部門を形成する組織であり、全国にある多数の青年団メンバーや士官学校の生徒からなり、また戦闘行為に従事するための軍事訓練を受けている。
批評家は、この組織をロシアのヒトラーユーゲントと同等であり、ソビエト連邦時代のコムソモールなどの現代版であると述べている。2016年にロシアのセルゲイ・ショイグ国防大臣は、青少年軍によるロシアの兵員増加に関する主張は「真実からはほど遠い」と述べていたが、6年後ロシアのウクライナ侵攻時に国防大臣は17歳の青少年軍メンバーを兵士として動員できるか報告書を委託した。

### 服装
青少年軍のメンバーは赤いベレー帽とカーキ色の制服を着用することが特徴であり、2017年の戦勝記念日で初めて軍のパレードに参加して以降、軍の公式行事にも参加している。

### 指導者
青少年軍地域支部の支部長は集会で選出される。2016年10月、元ロシア空挺軍司令官ウラジーミル・シャマノフがモスクワ支部長に選出された。モスクワ州の地域本部は、オリンピック代表のアレクサンダー・レグコフが本部長を務めている。その他、有名なアスリートや宇宙飛行士、俳優などが青少年軍本部の運営スタッフをしており、 2017年10月、ジャンプで2度の世界チャンピオンとなったイェレナ・スレサレンコが青少年軍本部の参謀に就任した。

## 活動
青少年軍の活動は、兵役の準備から祝賀会などの社会的なイベントへの参加まで多岐に渡っている。メンバーは以下の教育を受ける。
- 射撃訓練
- 応急処置と医療補助
- 偵察
- 儀仗兵任務
- 格闘・武術
- 歴史的イベントの再現 (リエナクト)
- 軍楽隊活動および音楽訓練

## 団員数
- 2016年8月：12,000 [14]
- 2017年4月：140,000 [15]
- 2018年2月：200,000 [16]
- 2019年4月：355,000 [17]
- 2020年3月：600,000 [18]
- 2022年3月：1,000,000 [19]

ウクライナの国立記録研究所は団員の増加を、学校が学童をこの運動に参加させるようにとの命令を受け自動的に団員に含めた結果であるとしている。

### ロシア連邦外の組織
ロシアが支配するクリミア、アブハジア以外にもアルメニア、タジキスタンにもユナルミヤは存在している。
2021年にはクリミア半島で約4000人の現地の子供たちがユナルミヤに加わった
。

## 戦場に動員との懸念
18歳未満の青少年を軍隊への徴募及び敵対行為への直接的参加のための利用は国際刑事裁判所規程により戦争犯罪とされるが(少年兵を参照)、ロシア国防省がユナルミヤの団員をウクライナの後方部隊に投入することを検討しているとの報道がある。ウクライナの諜報機関は、ウクライナでの特殊軍事作戦に17〜18歳のユナルミアのメンバーを関与させるショイグ国防大臣の命令書を入手したと主張している。

## 画像
- 青少年軍のメンバー
- 第1回大会。ユナルミヤの旗を掲げている。
- 2017年の軍事パレード
- クリミア半島南部にある国際青少年センターのアルテークを訪問するプーチン大統領。
- 徴兵前の若者を対象とした100を超える教室が戦略ロケット軍によって開催された。
- ソ連邦英雄の空軍上級大将で後に政治家になったニコライ・アントシュキンが入団する子供の受付をしている
- 軍事宇宙アカデミーが青少年のために新年の公演を主催
- クラスノヤルスク地方でユナルミヤが地域大会の「スペツナズジュニア」部門で優勝した
- ロシア航空宇宙軍と共に2018年の新年を祝うイベント
- ヤロスラヴリ。野外キャンプでロシア帝国の軍人のアレクサンドル・スヴォーロフの旗を掲げる
- ゴールキ・レーニンスキエの敷地で開催3年目を迎えた愛国的な軍事ゲーム「進め、ユナルミヤ！」が実施された